# Hugh Baird
Hugh Baird (né le 14 mars 1930 à Bellshill en Écosse et mort le 19 juin 2006 à Aberdeen en Écosse) est un joueur de football écossais.

## Biographie
Baird commence sa carrière professionnelle à l'âge de 21 ans dans l'équipe locale des Airdrieonians, en provenance de Dalry Thistle. Attaquant, il devient rapidement un buteur prolifique. En 1957, le club anglais du Leeds United l'achète pour 12 000 £ mais il ne reste qu'une saison au club. En 1958, Aberdeen inscrit un record en payant la somme de 11 500 £ pour acheter Baird. Après son retour au pays, il reste au club jusqu'en 1962, faisant 86 matchs pour les Dons.
Baird continue à jouer pendant les quatre années suivantes dans quelques clubs comme Brechin City en Highland Football League, à Deveronvale FC et Rothes FC avant de prendre sa retraite de footballeur à l'âge de 36 ans, puis de devenir maçon.
Baird joue un match avec l'équipe d'Écosse en mai 1956 à Hampden Park contre l'Autriche. 

## Palmarès
Airdrieonians FC
- Meilleur buteur du Championnat d'Écosse de football (1) :
  - 1957: 33 buts.